# Ange Barde

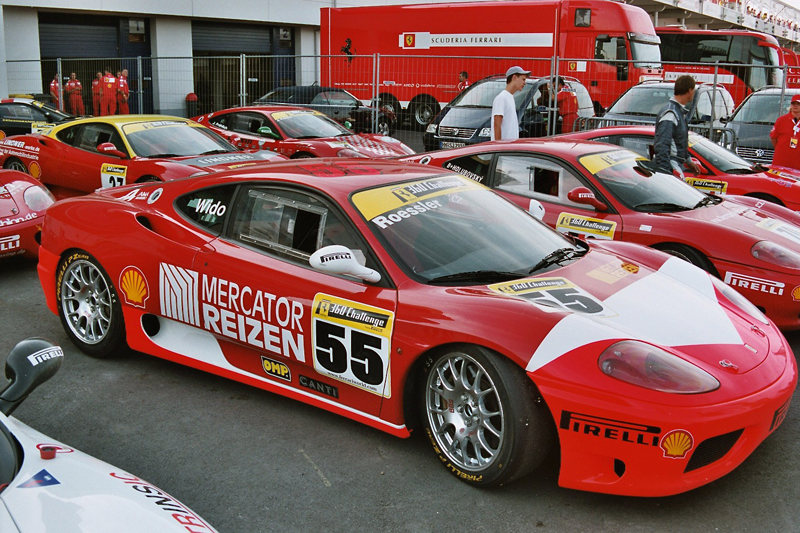
Auf einem Ferrari 360 Challenge gewann Ange Barde die Ferrari Challenge 2003, 2004 und 2005

Ange Daniel Barde (* 1. Februar 1969 in Sanary-sur-Mer) ist ein französischer Unternehmer und ehemaliger Autorennfahrer.

## Karriere als Rennfahrer
Ange Barde begann seine Karriere 1994 in der französischen Formel-Renault-Meisterschaft, wo er zwei Saisonen aktiv blieb. Danach bestritt er acht Jahre keine Autorennen und kehrte erst 2003 wieder auf die Rennpisten zurück. Für Ferrari France gewann er die Gesamtwertung der Ferrari Challenge Europe - Trofeo Pirelli. In den folgenden Jahren wurde er in Serie Gesamtsieger dieser Meisterschaft. 2004 siegte er – wie im Jahr davor – auf einem Ferrari 360 Challenge. 2005 wechselte er zu Monaco Motors und gewann die Meisterschaft zum dritten Mal in Folge. Auch 2006 – zum vierten Mal in Folge – sicherte er sich den Meistertitel. 2007 musste er sich seinem langjährigen Gegner Michael Cullen geschlagen geben und wurde Gesamtzweiter. Weitere Auftritte in Markenpokalen hatte er im Porsche Carrera Cup Frankreich und der Trofeo Maserati World Series.
Neben den Einsätzen in den Markenpokalen fuhr Barde ausgewählte Sportwagenrennen. 2003 und 2004 ging er beim 24-Stunden-Rennen von Le Mans an den Start. Beide Teilnahmen endeten durch Ausfälle vorzeitig. Auch das 12-Stunden-Rennen von Sebring 2004 konnte er nicht beenden. Beste Platzierung bei einem Sportwagenrennen war der zweite Rang beim ersten Wertungslauf des zur International GT Open 2011 zählenden Rennen auf dem Circuit de Nevers Magny-Cours, gemeinsam mit Ralph Firman auf einem Ferrari 458 Italia.

## Unternehmer
2010 gründete Barde in Plan-les-Ouates ein Unternehmen, das seither unter seinem Namen exklusive Herren-Armbanduhren produziert und vertreibt.

## Statistik

### Le-Mans-Ergebnisse
| Jahr | Team                 | Fahrzeug              | Teamkollege         | Teamkollege    | Platzierung | Ausfallgrund |
| ---- | -------------------- | --------------------- | ------------------- | -------------- | ----------- | ------------ |
| 2003 | XL Racing            | Ferrari 550 Maranello | Michel Ferté        | Gaël Lesoudier | Ausfall     | Feuer        |
| 2004 | Barron Connor Racing | Ferrari 575 GTC       | Jean-Denis Delétraz | Mike Hezemans  | Ausfall     | Elektrik     |

### Sebring-Ergebnisse
| Jahr | Team                 | Fahrzeug                  | Teamkollege         | Teamkollege   | Platzierung | Ausfallgrund |
| ---- | -------------------- | ------------------------- | ------------------- | ------------- | ----------- | ------------ |
| 2004 | Barron Connor Racing | Ferrari 575 Maranello GTC | Jean-Denis Delétraz | Mike Hezemans | Ausfall     | Aufhängung   |